# Kościół w Gärdslösie
Kościół w Gärdslösie (szw. Gärdslösa kyrka) – kościół we wsi Gärdslösa na wyspie Olandia w Szwecji. Kościół należy do diecezji Växjö. Zbudowany w połowie XII wieku, wewnątrz XVII-wieczna ambona.

## Architektura
W kruchcie kościoła znajduje się chrześcijański kamień runiczny, którego inskrypcja wskazuje na to, że w tym samym miejscu już w XI wieku mógł istnieć drewniany kościół. Obecny kościół pochodzi jednak z XII wieku, według tradycji został zbudowany w 1138 roku. Najstarszą częścią kościoła jest najbardziej na zachód wysunięta część nawy. Nieco późniejszy jest fundament wieży. Kościół w Gärdslösie jest najlepiej zachowanym średniowiecznym kościołem na Olandii. Oprócz iglicy i okien, które zostały powiększone w 1845 roku, kościół nadal w zasadzie zachowuje swój średniowieczny wygląd.

## Galeria

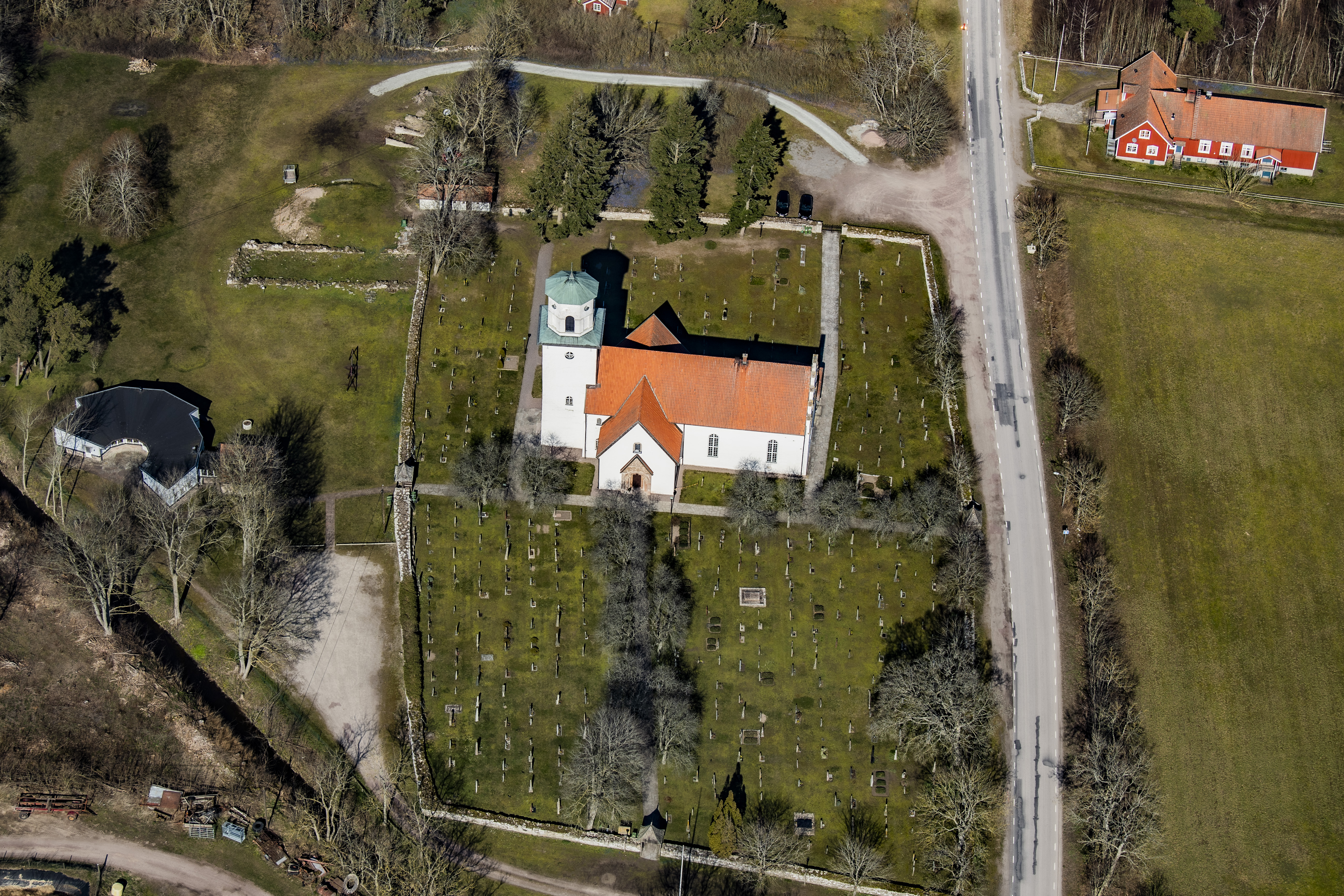
Widok z lotu ptaka
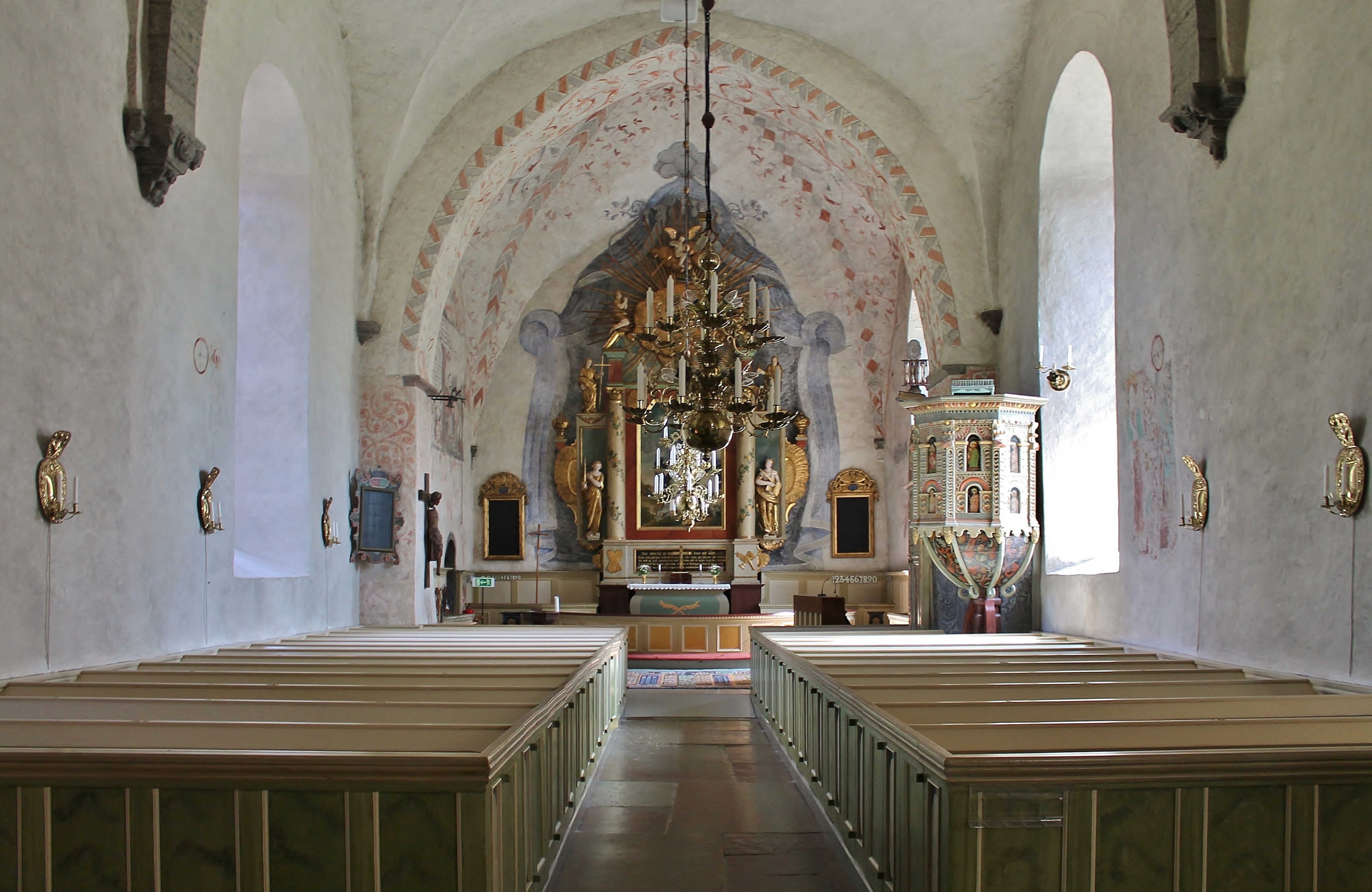
Wnętrze kościoła
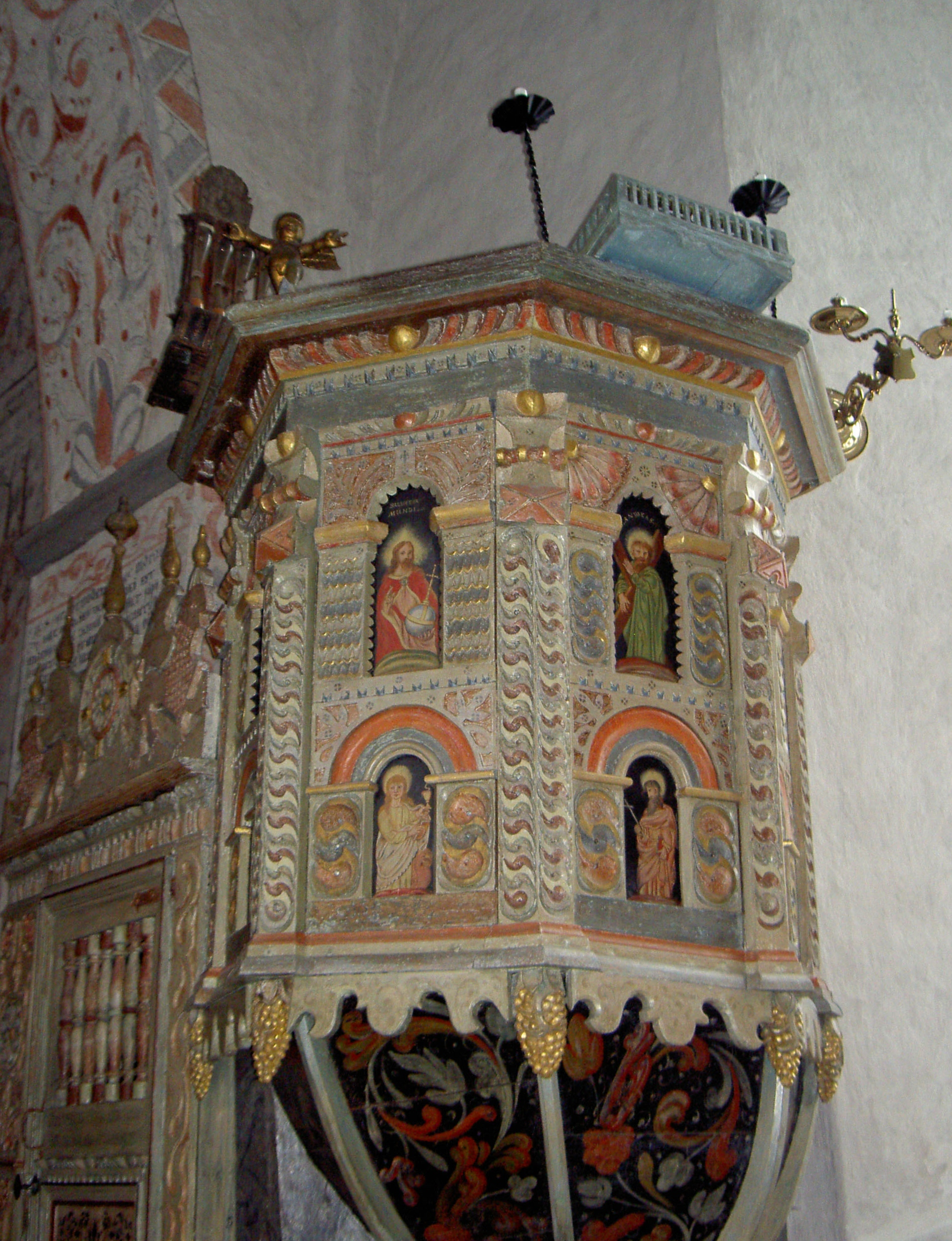
Ambona
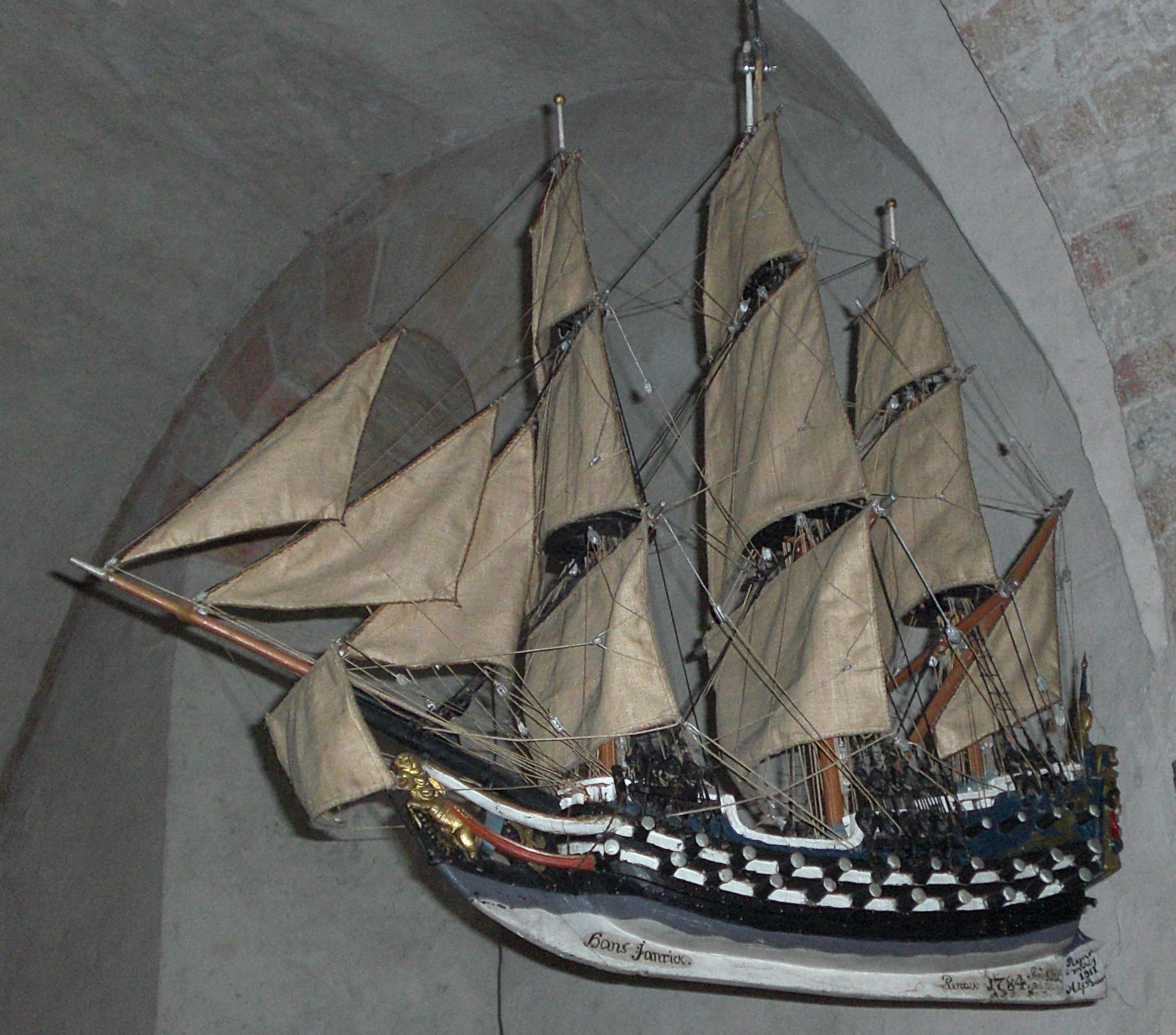
Model statku podarowany jako dar wotywny